# ワールドラグビー年間最優秀チーム賞
ワールドラグビー年間最優秀チーム賞（World Rugby Team of the Year）は、ワールドラグビーが毎年発表している賞。2017年にラグビー女子ニュージーランド代表（ブラックファーンズ）が女子チームとして初めて受賞した。

## 最優秀チーム一覧
| 年     | チーム                  |
| ------ | ----------------------- |
| 2001年 | オーストラリア          |
| 2002年 | フランス                |
| 2003年 | イングランド            |
| 2004年 | 南アフリカ共和国        |
| 2005年 | ニュージーランド        |
| 2006年 | ニュージーランド        |
| 2007年 | 南アフリカ共和国        |
| 2008年 | ニュージーランド        |
| 2009年 | 南アフリカ共和国        |
| 2010年 | ニュージーランド        |
| 2011年 | ニュージーランド        |
| 2012年 | ニュージーランド        |
| 2013年 | ニュージーランド        |
| 2014年 | ニュージーランド        |
| 2015年 | ニュージーランド        |
| 2016年 | ニュージーランド        |
| 2017年 | ニュージーランド (女子) |
| 2018年 | アイルランド            |
| 2019年 | 南アフリカ共和国        |